# Tede (rapper)
Jacek Graniecki (nghệ danh: Tede hay DJ Buhh, sinh ngày 24 tháng 7 năm 1976) là một rapper, DJ, diễn viên và nhà sản xuất âm nhạc người Ba Lan.

## Sự nghiệp âm nhạc
Năm 1996, Tede cùng với nghệ sĩ JanMario thành lập một ban nhạc hip hop tên là Trzyha (Triple H, viết tắt của cụm từ Hardcore Hip-hop). Ban nhạc này được đổi tên thành Warszafski Deszcz (Warsaw's Rain) vào năm 1998. Năm 2000, Tede bắt đầu sự nghiệp solo. Anh phát hành album đầu tay mang tên S.P.O.R.T vào năm 2001.
Hãng thu âm Wielkie Joł được Tede thành lập vào năm 2002. Tạp chí âm nhạc Machina xếp hạng Tede ở vị trí thứ ba trong danh sách ba mươi rapper xuất sắc nhất Ba Lan năm 2011.

## Tác phẩm tiêu biểu
Album phòng thu
- 2001: S.P.O.R.T. POL #28[4]
- 2003: Hajs, Hajs, Hajs (Cash, Cash, Cash) POL #8[5]
- 2004: Notes (Note-book) POL #7[6]
- 2006: Esende Mylffon POL #15[7]
- 2008: Ścieżka dźwiękowa (Soundtrack) POL #8[8]
- 2009: Note2 POL #3[9][10]
- 2010: FuckTede/Glam Rap POL #2[11]
- 2010: Notes 3D POL #23[12]
- 2012: Mefistotedes/Odkupienie (Mefistotedes/Redemption) POL #3[13]
- 2013: Elliminati POL #2[14]
- 2014: #kurt_rolson POL #3[15]
- 2015: Vanillahajs (VanillaCash) POL #1[15]
- 2016: Keptn' (Captain) POL #1[16]
- 2017: SKRRRT POL #1[17]
- 2018: NOJI? POL #2[18]
- 2019: Karmagedon POL #1[19]
- 2020: Disco Noir POL #1[20]

Album trực tiếp
- 2017: Pół życia na żywo